# Sobolivka, Bârzula
Sobolivka (în ucraineană Соболівка) este un sat în comuna Cuialnic din raionul Bârzula, regiunea Odesa, Ucraina.

## Demografie
Componența lingvistică a localității Sobolivka
     Ucraineană (86,67%)
     Rusă (6,38%)
     Română (5,94%)
     Alte limbi (0,58%)
Conform recensământului din 2001, majoritatea populației localității Sobolivka era vorbitoare de ucraineană (86,67%), existând în minoritate și vorbitori de rusă (6,38%) și română (5,94%).